# Nowa Wieś (Varsovie-ouest)
Pour les articles homonymes, voir Nowa Wieś.
Nowa Wieś [ˈnɔva ˈvjɛɕ] est un village polonais de la gmina de Błonie situé dans le powiat de Varsovie-ouest et dans la voïvodie de Mazovie, dans le centre-est de la Pologne.
Il est situé à environ 5 kilomètres à l'ouest de Błonie, à 18 kilomètres à l'ouest de Ożarów Mazowiecki (le chef-lieu du district), et à 31 kilomètres à l'ouest de Varsovie.
Le village a une population de 56 habitants en 2000.